# Bibliothek der Hochschule München
Die Hochschulbibliothek München der Hochschule für angewandte Wissenschaften München (HM) ist auf drei Standorte verteilt, in denen die jeweiligen Fachbücher der dazugehörigen Fakultäten zu finden sind. Der Gesamtbestand beläuft sich auf ca. 320.000 Printmedien und 512 laufende Print-Zeitschriftentitel, zu über 95 % in Freihandaufstellung. Daneben werden für Hochschulangehörige noch ca. 140.000 E-Books und ca. 45.000 E-Journals angeboten. Hauptaufgabe ist die Versorgung der Hochschulangehörigen mit gedruckten oder elektronischen Medien. Daneben steht die Bibliothek auch allen weiteren Personen offen.

## Standorte

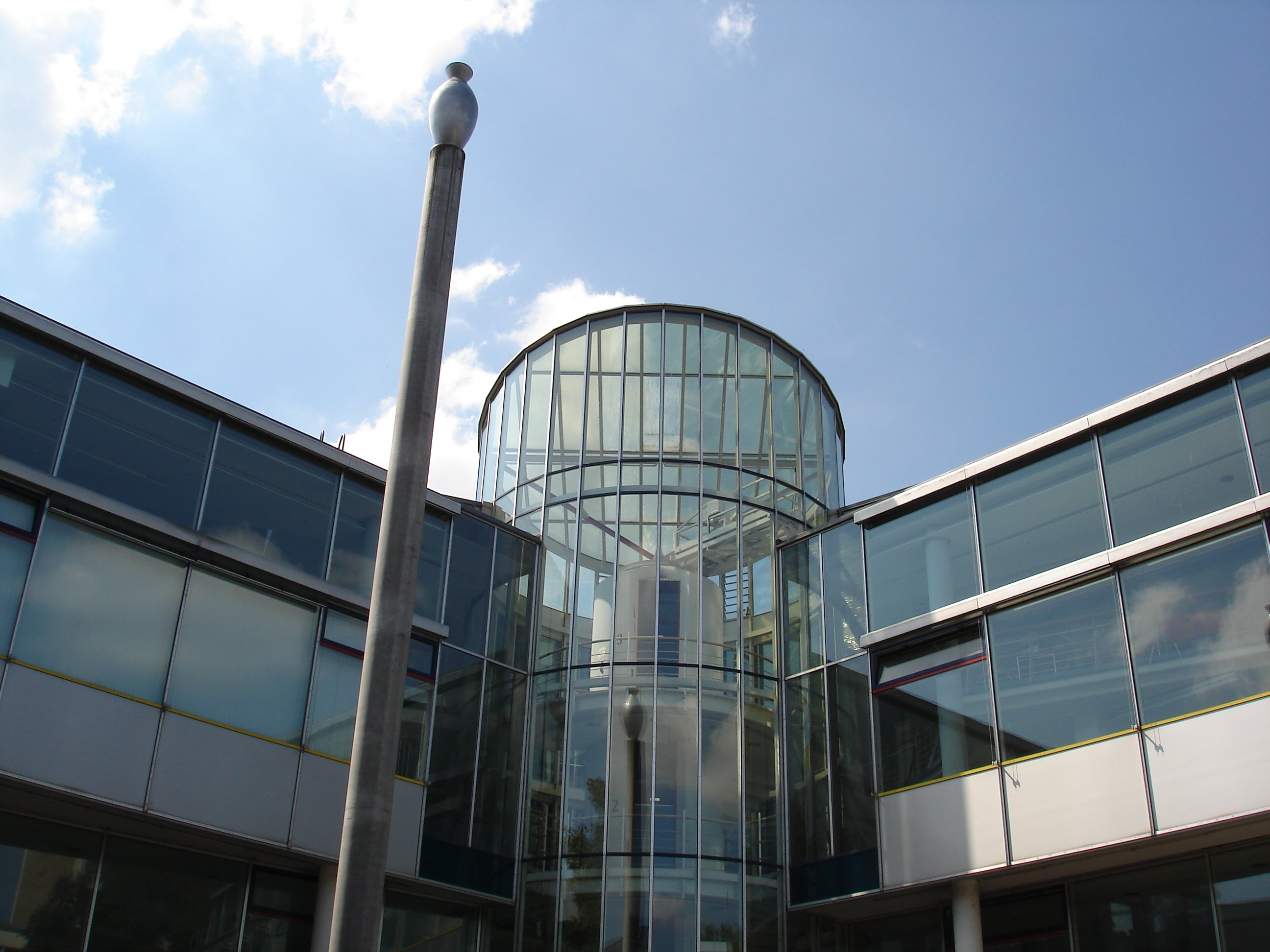
Bibliothek der HM

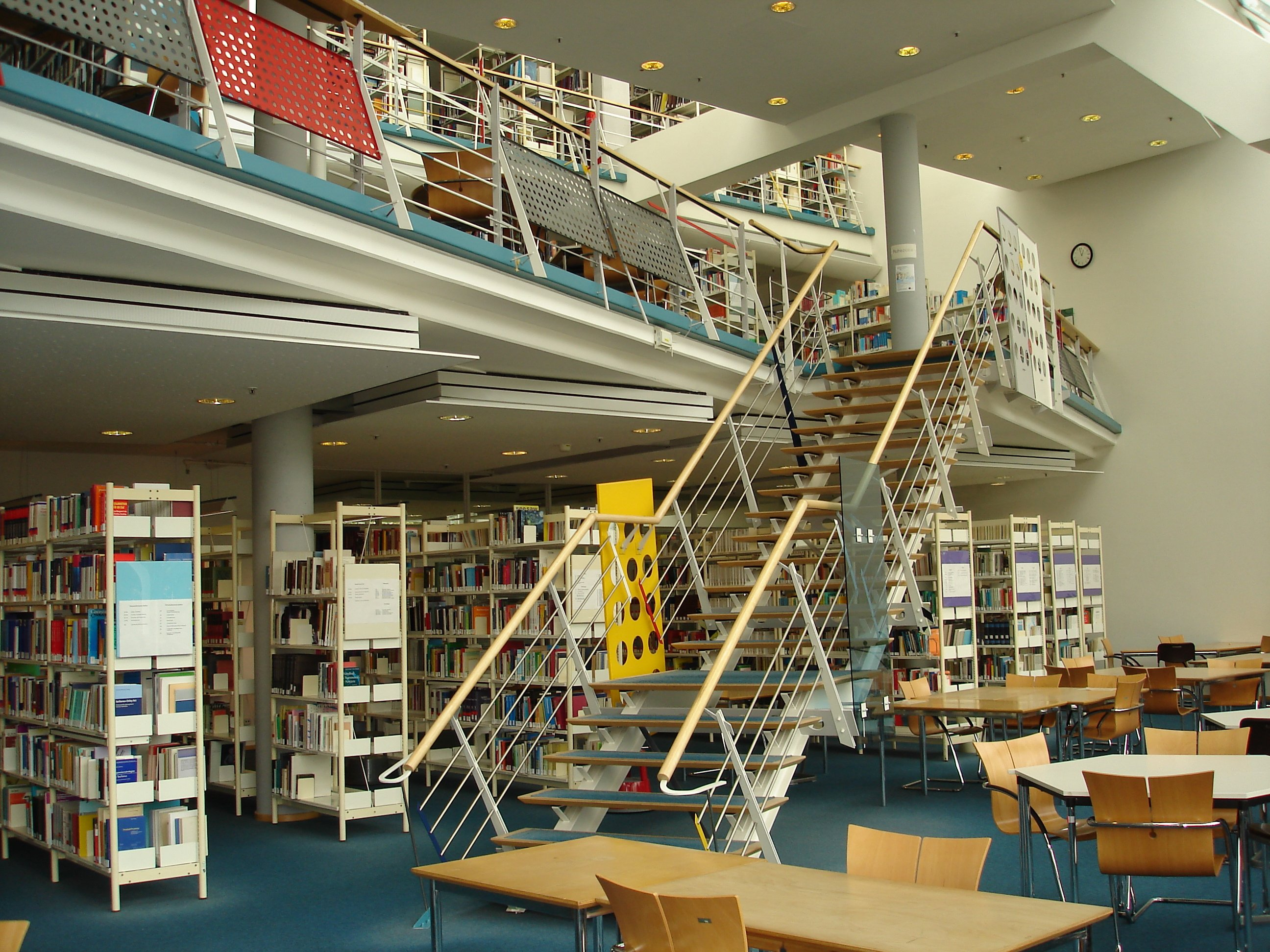
Innenansicht

Die Bibliothek ist auf drei Standorte verteilt:
- Die Zentralbibliothek in der Lothstraße bedient die neun Fakultäten des Stammgeländes: Es stehen über 100.000 Printmedien und ca. 250 laufende Print-Zeitschriften zur Verfügung. Des Weiteren werden mehrere tausend E-Books, E-Journals und Zugriff auf eine Vielzahl von Datenbanken angeboten.
- Die Teilbibliothek Karlstraße ist für die Fakultäten Architektur, Bauingenieurwesen und Geoinformationswesen zuständig. Zum Bestand gehören neben 55.000 Printmedien und ca. 100 Print-Zeitschriften ebenfalls E-Books, E-Journals und fakultätsbezogene Datenbanken.
- Die Teilbibliothek im Stadtteil Pasing bedient die Fakultäten Betriebswirtschaft und Angewandte Sozialwissenschaften. Über 100.000 Printmedien und ca. 200 laufende Print-Zeitschriften stehen im Bestand. Auch hier besteht Zugriff auf die mehreren tausend E-Books, E-Journals und zahlreiche Datenbanken.[2]

## Dienstleistungen
- Die Literaturrecherche ist über eine Vielzahl von Angeboten möglich, beispielsweise über den Bibliothekskatalog OPAC, den Verbundkatalog Gateway Bayern, den Bibliotheksverbund Bayern, DBIS, EZB und ZDB.
- Die Ausleihe erfolgt über ein RFID-System an Selbstverbuchungsterminals.
- Elektronische Fernleihe: Hochschulangehörige können Bücher oder Zeitschriftenartikel, die sich nicht im Bestand einer Bibliothek in München befinden, per Fernleihe bestellen.
- An allen drei Standorten stehen neben WLAN auch internetfähige PC über VPN zur Verfügung. Ebenso wird die Benutzung von Buch-Aufsichtscannern angeboten.
- Mehrmals im Monat finden Informationsveranstaltungen und Seminare zur Einführung in wissenschaftliches Arbeiten, Literaturverwaltung mit Citavi und Textgestaltung mit LaTeX statt.[3]